# Pasquines
Pasquines as una organización de noticias sin fines de lucro dedicada a cubrir política, gobierno, diseño y economía en Puerto Rico y los otros territorios de los Estados Unidos. La organización tiene su base de operaciones en Mayagüez, Puerto Rico y Washington D. C. Fue fundada por William-Jose Vélez González quien sirve como editor en jefe.

## Nombre
El nombre de la organización se deriva de la costumbre en Puerto Rico de colocar pasquines repetitivos en lugares públicos.

## Encuestas
Empezando el 21 de marzo de 2016, Pasquines comenzó a llevar a cabo encuestas sobre las elecciones en Puerto Rico. Su data fue utilizada por websites como Daily Kos y FiveThirtyEight.